# ضمائر اللغة العربية
الضمير: ما دل على غيبة أو حضور.
والمضمر ما وضع لمتكلمٍ أو مخاطبٍ أو غائبٍ، تقدم ذكره لفظاً، نحو: زيد ضربت غلامه، أو معنى بأن ذكر مشتقه، كقوله تعالى: ﴿يَا أَيُّهَا الَّذِينَ آمَنُوا كُونُوا قَوَّامِينَ لِلَّهِ شُهَدَاءَ بِالْقِسْطِ وَلَا يَجْرِمَنَّكُمْ شَنَآنُ قَوْمٍ عَلَى أَلَّا تَعْدِلُوا اعْدِلُوا هُوَ أَقْرَبُ لِلتَّقْوَى وَاتَّقُوا اللَّهَ إِنَّ اللَّهَ خَبِيرٌ بِمَا تَعْمَلُونَ ۝٨﴾، أي العدل أقرب لدلالة اعدلوا عليه أو حكمًا، أي ثابتًا في الذهن كما في ضمير الشأن، نحو: هو زيد قائم. وهو عبارة عن اسم يتضمن الإشارة إلى المتكلم أو المخاطب أو غيرهما، بعد ما سبق ذكره، إما تحقيقًا أو تقديرًا. والمضمر المتصل ما لا يستقل بنفسه في التلفظ. والمضمر المنفصل: ما يستقل بنفسه.

## أقسام الضمائر
تنقسم الضمائر إلى ضمائر مستترة وضمائر بارزة:

### الضمائر المستترة
الضمير المستتر هو ما يكون خفيًا غير ظاهر في النطق والكتابة، والضميرُ المستترُ لا يكونُ إلا في محلِّ رفعٍ: فاعلاً أو شِبْهَهُ: نائبَ فاعلٍ أو اسم لِفعلٍ ناسخٍ.
وتُقَسَّم الضمائر المستترة إلى قسمين:
1. جائزة الاستتار:  وهي ما يحل محلها الظاهر، ويكونُ للغائبِ أو الغائبة[1]، نحو: عند وجود ما يمكن أن يحل مكان الفاعل المحذوف حيث يقال عنه جائز الاستتارة كقولنا: «مُحمد يدرس الدرس»، فالفاعل هنا مستترٌ جوازًا لأننا إذا وضعنا مُحمدًا مكان الفاعل نحو (يدرس مُحمدٌ الدرس) وجدنا أن المعنى قد استقام.
2. واجبة الاستتار: وهي ما لا يحل محلها الظاهر، ويكونُ للمتكلمِ أو المتكلمين أو المخاطَبِ.[1]

و يأتي في هذه الموارد:
- الفعل المضارع المبدوء بـ أ نحو: أكتب الدرس، فالفاعل يكون مستترًا وجوبًا تقديره (أنا).
- الفعل المضارع المبدوء بـ ن نحو: نَعْلَمُ المؤمنَ بأخلاقِه، فالفاعل هنا ضميرٌ مستترٌ وجوبًا تقديره (نحن).
- الفعل الأمر للمفرد المخاطب نحو: ابدأ الدرس، وهنا ضمير مستتر تقديره: (أنت).

### الضمائر البارزة
تنقسم الضمائر البارزة حسب اتصالها وانفصالها في الكلام إلى نوعين: الضمائر المنفصلة والضمائر المتصلة:

#### الضمائر المنفصلة
ينقسم الضمير المنفصل بحسب مدلوله إلى ثلاثة أنواع:
1. ضمائر المتكلم: (أنا، نحن)، (إياي، إيانا).
2. ضمائر المخاطَب: (أنتَ، أنتِ، أنتما، أنتم، أنتن)، (إياكَ، إياكِ، إياكما، إياكم، إياكن).
3. ضمائر الغائب: ( هو، هي، هما، هنْ، هم )، (إياهُ، إياها، إياهما، إياهم، إياهن).

وتنقسم الضمائر المنفصلة حسب موقعها من الإعراب إلى قسمين:
- ضمائر الرفع المنفصلة:

1. ضمائر المنفصلة للمتكلم: (أنا، نحن).
2. ضمائر المنفصلة للمخاطب: (أنتَ، أنتِ، أنتما، أنتم، أنتن).
3. ضمائر المنفصلة للغائب: (هو، هي، هما، هنْ، هم).

- ضمائر النصب المنفصلة:

1. ضمائر المتكلم: (إياي، إيانا).
2. ضمائر المخاطب: (إياكَ، إياكِ، إياكما، إياكم، إياكن).
3. ضمائر الغائب: (إياهُ، إياها، إياهما، إياهم، إياهن).

#### الضمائر المتصلة
تنقسم الضمائر المتصلة حسب موقعها من الإعراب إلى ثلاثة أقسام:
- ضمائر الرفع المتصلة: تاء المتحركة ت (أكلتُ)، نا الفاعلين (أكلنا)، نون النسوة ن (أكلن)، ألف الاثنين ا (أكلا)، واو الجماعة و (أكلوا)، ياء المخاطبة ي (كلي)..
- ضمائر النصب المتصلة: هاء الغيبة (فهمتها)، كاف الخطاب (فهمتك)، ياء المتكلم (فهمتني)، نا المتكلمين أو المفعولين (فهمتنا).
- ضمائر الجر المتصلة: وهي نفس ضمائر النصب المتصلة إذا سبقها حرف جر: عنه، لها، الينا، عليك، فيها، منها.
- وبالإضافة: هي التي تتصل باسم مثل: مدرسته، مدرستها، مدرستك، مدرستنا.

## أمثلة

### المثال الأول
قال تعالى: ﴿قُلْ هُوَ اللَّهُ أَحَدٌ ۝١﴾ [الإخلاص:1].
- قل: فعل أمر مبني على السكون، وفاعله ضمير مستتر فيه وجوبا تقديره: أنت.
- هو: فيه وجهان:

1. ضمير الشأن في محل رفع مبتدأ.
2. مبتدأ بمعنى المسؤول عنه لأنهم قالوا: أربك من نحاس، أم من ذهب؟

- الله: لفظ الجلالة مبتدأ.
- أحد: خبره مرفوع.

والجملة في محل رفع خبر المبتدأ هو.

### المثال الثاني
قال تعالى: ﴿فَلَمَّا أَنْجَاهُمْ إِذَا هُمْ يَبْغُونَ فِي الْأَرْضِ بِغَيْرِ الْحَقِّ يَا أَيُّهَا النَّاسُ إِنَّمَا بَغْيُكُمْ عَلَى أَنْفُسِكُمْ مَتَاعَ الْحَيَاةِ الدُّنْيَا ثُمَّ إِلَيْنَا مَرْجِعُكُمْ فَنُنَبِّئُكُمْ بِمَا كُنْتُمْ تَعْمَلُونَ ۝٢٣﴾ [يونس:23].
- فلما: الفاء عاطفة لما ظرفية بمعنى الحين في محل نصب، أو رابطة.
- أنجاهم: فعل ماض، وفاعله ضمير مستتر فيه جوازاً تقديره هو، وها الغيبة في محل نصب مفعول به.
- إذا: فجائية رابطة لجواب الشرط، مبنية على السكون لا محل لها من الإعراب.
- هم: ضمير منفصل في محل رفع مبتدأ.
- يبغون: فعل مضارع مرفوع بثبوت النون، وواو الجماعة ضمير متصل في محل رفع فاعل.
- وجملة يبغون في محل رفع خبر المبتدأ.
- في الأرض: جار ومجرور متعلقان بـ «يبغون».

### المثال الثالث
قال تعالى: ﴿وَكَانَ لَهُ ثَمَرٌ فَقَالَ لِصَاحِبِهِ وَهُوَ يُحَاوِرُهُ أَنَا أَكْثَرُ مِنْكَ مَالًا وَأَعَزُّ نَفَرًا ۝٣٤﴾ [الكهف:34].
- أنا: ضمير منفصل في محل رفع مبتدأ.
- أكثر: خبر مرفوع وعلامة رفعه بالضمة.
- منك: جار ومجرور متعلقان بـ «أكثر».
- مالاً: تمييز منصوب بالفتحة.
- وأعز نفراً: الواو حرف عطف، أعز نفراً معطوف على أكثر مالاً.

### المثال الرابع
قال تعالى: ﴿نَحْنُ نَقُصُّ عَلَيْكَ أَحْسَنَ الْقَصَصِ بِمَا أَوْحَيْنَا إِلَيْكَ هَذَا الْقُرْآنَ وَإِنْ كُنْتَ مِنْ قَبْلِهِ لَمِنَ الْغَافِلِينَ ۝٣﴾ [يوسف:3]
- نحن: ضمير منفصل في محل رفع مبتدأ.
- نقص: فعل مضارع مرفوع بالضمة، وفاعله ضمير مستتر فيه وجوباً تقديره: نحن وجملة نقص في محل رفع خبر المبتدأ.
- عليك: جار ومجرور متعلقان بـ «نقص».
- أحسن: مفعول به منصوب بالفتحة، إذا كان القص مصدر بمعنى المفعول، ومفعول مطلق إذا كان القص مصدراً غير مراد به المفعول، وأحسن مضاف، والقصص مضاف إليه. قال العكبري: أن «أحسن» ينتصب انتصاب المصدر.

## وصلات خارجية
- موسوعة النحو